# OneRepublic
OneRepublic је амерички поп-рок бенд из Колорада. Основан је 2002. од стране Рајана Тедера и Зека Филкинса, бенд је постигао успех на Myspace. У 2003. бенд је открила глумица Кели Барет.
У 2007. години бенд је објавио свој први албум Dreaming Out Loud. Њихов главни сингл Apologize је доживео велики интернационални успех, достигао број 1 у 16 држава, због чега су освојили Grammy Award номинацију. Други најпознатији сингл Stop and Stare доживео је једнак успех као и претходни сингл. Бендов други албум Waking Up(2009) садржао је веома успешне синглове All the Right Moves, Secrets, Marchin On, и Good Life.
OneRepublic-ов трећи албум Native(2013) постао је бендов први од десет албума на Billboard 200. Водећи сингл If I Lose Myself доспео је на топ 10 листу у више држава, док је трећи сингл тог албума Counting Stars постао бендов најпознатији и најуспешнији сингл у 2013. години.

## Историја

### 1996: Порекло
Године 1995. су се први пут упознали Ryan Tedder и Zach Filkins током своје сениорске године у Colorado Springs Christian High School. Током вожње кући почели су да причају о својој омиљњној музици, и дошли до идеје да направе бенд. Први назив за њихов бенд био је This Beautiful Mess. Наступали су у мањим приватним кафићима неко време. На крају сениорске године Ryan Tedder и Zach Filkins раздвојили су се идући на другачије факултете.

### 2002—2007: Оснивање групе
Уједињење се догодило у Лос Анђелесу 2002. године, Ryan Tedder и Zach Filkins именовали су свој други бенду псеудонимом Републике. Tedder, до тада већ установљен текстописац и музички продуцент, убедио је Filkinsа, који је живео у Чикагу, да се пресели. Девет месеци касније, група је потписала уговор са Columbia Records. После неколико промена састава, група је коначно установљена са Tedder-ом као главним вокалом, Filkins-ом као гитара и пратећи вокал, Eddie Fisher-ом на бубњевима, Brent Kutzle-ом на бас гитари и виолончелу, и са Drew Brown-ом као соло гитаром. Име бенда је промењено у OneRepublic након што је рекорд компанија истакла да име Републике може изазвати различите реакције са другим групама.
Група је радило у студију две и по године и снимила свој први албум. Два месеца пре изласка албума Columbia Records је оставила OneRepublic. Бенд је почео да постаје популаран на MySpace-у. Tedder је похвалио сајт због ког је бенд остао на окупу. Бенд је приметило пуно музичких компанија, укључујући и Timbaland's Mosley Music Group. Убрзо се бенд је потписао уговор са овом компанијом постајући први рок бенд који је то урадио.

### 2007—2009:Dreaming Out Loudи уздизање бенда
OneRepublic-ов нови албум Dreaming Out Loud издат је 20. новембра 2007. У првој недељи продаје продато је 75 000 примерака. Њихов главни сингл Apologize издат је и у оригиналниј верзији албума Dreaming Out Loud. Ова песма је стигла у топ 3 на Billboard Hot 100. Продало се око 5 милиона копија ове песме у САД. Песма је доспела до броја 1 у 16 држава. Песма је бенду донела прву Grammy номинацију за најбоље поп извођење у групи.

### 2009—2011:Waking Up
OneRepublic-ов други албум Waking Up објављен је 17. новембра 2009. године који је достигао број 1 на Billboard 200. Хит је убрзо продат у 200 000 копија. Главни сингл All the Right Moves издат 9. септембпа 2009. Био је 18. место на US Billboard Hot 100. Secrets. Други сингл албума такође је доживео велике успехе, достижући број 5 у Аустралији, Немачкој, Луксембургу, Пољској и на US Adult Pop Songs. Новембра 2011 OneRepublic је објави свој први божићни сингл Christmas Without You.

### 2012—2014:Native
OneRepublic је објавио свој трећи албум Native 22. марта 2013. године. Албум је достигао четврто место на Billboard 200, постајући њихов први топ 10 албум. Прве недеље је распродато 60 000 копија албума. Албумов трећи сингл Counting Stars постао је њихов најуспешнији сингл албума, и целокупне претходне године. Песма је дошла до најбољих 5 у Аустралији, Аустрији, Чешкој Републици, Данској, Немачкој, Мађарској, Ирској, Израелу, Луксембургу, Пољској, Новом Зеланду, Шкотској, Словачкој и Шпанији. Достигла је прво месту у Великој Британији и друго на америчком Billboard Hot 100. Другог априла 2013. бенд је започео своју турнеју The Native Tour која је почела у Европи. Турнеја је и даље у току и завршава се 23. марта 2014. 

## Чланови
Садашњи чланови
- Рајан Тедер — фронтмен, свира акустичну гитару, клавир, клавијатуту, бас гитару
- Зак Филкинс — главни гитариста, пратећи вокал, свира акустичну гитару
- Дру Браун — пратећи вокал, свира акустичну гитару, клавијатуру, бас гитару, ксилофон, клавир и бубњеве
- Еди Фишер — свира бубњеве, афрички бубањ и ксилофон
- Брент Кацл — пратећи вокал, главни гитариста, свира бас гитару, чело, акустичну гитару, клавијатуру
- Брајан Вилет — клавијатуре, бубњеви, перкусије, пратећи вокал

Бивши чланови
- Џерод Бетис — бубњар (2002—2005)
- Тим Мајерс — бас гитара (2004—2007)

## Дискографија

### Студијски албуми
- Dreaming Out Loud (2007)
- Waking Up (2009)
- Native (2013)
- Oh My My (2016)
- Human (2021)

## Синглови
- 2007: "Apologize (Remix)"
- 2008: "Stop and Stare"
- 2008: "Say (All I Need)"
- 2008: "Mercy"
- 2009: "Come Home"
- 2009: "All the Right Moves"
- 2009: "Secrets"
- 2009: "Everybody Loves Me"
- 2009: "Good Life"
- 2012: "Feel Again"
- 2012: "If I Lose Myself"
- 2013: "Counting Stars"
- 2013: "Something I Need"
- 2016: "Wherever I go"
- 2016: "Kids"
- 2016: "Let's hurt tonight"
- 2017: "No Vacancy"